# Ciclo di Ender
Il Ciclo di Ender (chiamato anche Enderverse) è una serie di romanzi e opere derivate scritte dal 1985 in poi dallo statunitense Orson Scott Card, aventi come protagonista Ender Wiggin e la sua guerra contro la razza aliena dei Formic (Scorpioni nella traduzione italiana).

## Storia editoriale
Il ciclo di Ender ha origine nel 1977 quando Card pubblica il racconto Il gioco di Ender sulla rivista Analog, aggiudicandosi il Premio John Wood Campbell per il miglior nuovo scrittore. Otto anni dopo Card ha rivisto la storia, ampliandola e pubblicandola sotto forma di romanzo; ottenendo un grande successo e diversi premi (tra cui i prestigiosi premi Nebula e Hugo). Già poco dopo l'uscita del libro, Card ha impostato la stesura di un sequel che è stato prontamente pubblicato nel 1986, ricevendo nuovamente un vasto consenso di pubblico e molti premi.
Col passare degli anni Orson Scott Card ha dato alle stampe molti altri romanzi e racconti, dando origine a serie parallele come quella de L'ombra di Ender e La guerra dei Formic. Sono stati pubblicati anche diversi racconti, una serie di fumetti e un radiodramma.

## Opere
Serie principale
- Il gioco di Ender (Ender's Game, 1985)
- Il riscatto di Ender (Speaker of the Dead, 1986)
- Ender III - Xenocidio (Xenocide, 1991)
- I figli della mente (Children of the Mind, 1996)
- Ender in Exile, 2008

Trilogia della guerra dei Formic
- Earth Unaware, 2012
- Earth Afire, 2013
- Earth Awakens, 2014

Trilogia dell'ombra
- Shadow of the Hegemon, 2001
- Shadow Puppets, 2002
- Shadow of the Giant, 2005

Altri
- L'ombra di Ender (Ender's Shadow, 1999)
- First Meetings (2002). Raccolta di racconti
- A War of Gifts: An Ender Story, 2007
- Shadows in Flight, 2012

L'ordine di pubblicazione non segue l'ordine cronologico degli eventi nella storia. Dal punto di vista cronologico l'ordine è il seguente:
- Trilogia della guerra dei Formic
- Il gioco di Ender - L'ombra di Ender - A War of Gifts: An Ender Story (i romanzi hanno luogo contemporaneamente)
- Trilogia dell'ombra
- Ender in Exile
- Shadows in Flight
- First Meetings
- Il riscatto di Ender
- Ender III - Xenocidio
- I figli della mente

## Altri media

### Trasposizione cinematografica
Fino dalla pubblicazione del libro si sono susseguite voci di un adattamento cinematografico, tuttavia per vari motivi fino al 2011 queste voci sono state seguite da puntuali smentite. Solo in quell'anno fu annunciata la produzione di un film, che iniziò nel febbraio 2012. La pellicola è stata diretta da Gavin Hood ed interpretata da Asa Butterfield, Harrison Ford e Ben Kingsley ed uscita nelle sale cinematografiche nell'ottobre del 2013. A fronte di una spesa di 110 milioni di dollari il film ha ottenuto un modesto successo, incassando 125,5 milioni.
In seguito al successo al di sotto delle aspettative della pellicola i progetti di un sequel sono stati messi in stand by, e si pensa ad una eventuale serie televisiva.

### Fumetti
A partire da dicembre 2008 la Marvel Comics ha iniziato la pubblicazione di una serie a fumetti ispirata ai romanzi. L'adattamento è stato serializzato in cinque numeri a cadenza mensile e, dato il successo, ha portato alla realizzazione di sequel che riprendono i romanzi e che introducono nuove storie. Complessivamente dal 2008 al 2012 sono stati pubblicati 47 numeri. Nel corso della serie si sono succeduti Christopher Yost, Mike Carey, Jake Blac, Aaron Johnston alla sceneggiatura e Pasqual Ferry, Sebastian Fiumara, Timothy Green, Pasqual Ferry, Pop Mahn ai disegni.
In Italia sono stati pubblicati soltanto Ender's Game: Battle School e Ender's Game: Command School ad opera di Marvel Italia (facente parte del gruppo Panini Comics), entrambi in volume unico.
L'elenco dei volumi pubblicati è il seguente:
- Ender's Game: Battle School (5 volumi)
- Ender's Shadow: Battle School (5 volumi)
- Ender's Game: Command School (5 volumi)
- Ender's Shadow: Command School (5 volumi)
- Ender's Game: War of Gifts (1 volume)
- Ender's Game: Ender in Exile (5 volumi)
- Ender's Game: Speaker for the Dead (5 volumi)
- Ender's Game: Formic Wars: Burning Earth (7 volumi)
- Ender's Game Ultimate Collection (contiene Ender's Game: Battle School #1-5 e Ender's Game: Command School #1-5)
- Ender's Shadow Ultimate Collection (contiene Ender's Shadow: Battle School #1-5 e Ender's Shadow: Command School #1-5)
- Ender's Game: Formic Wars: Silent Strike (5 volumi)

Nel 2014 è stato prodotto anche un manga, ispirato al romanzo originale, scritto e disegnato da Shūhō Satō.

### Audio
Il primo romanzo del ciclo è stata adattato in un radiodramma dal titolo Ender's Game Alive: The Full Cast Audioplay scritto da Orson Scott Card e diretto da Gabrielle de Cuir. L'opera è realizzata tramite l'uso di oltre 30 attori e dura oltre sette ore complessive. Il radiodramma non è un semplice adattamento del libro originale ma introduce elementi comparsi nei libri successivi, ampliando diversi punti della storia.